# Agnieszka Zabłocka-Kos
Agnieszka Zabłocka-Kos (ur. 1957) – polska historyczka sztuki i architektury, profesor zwyczajna zatrudniona na Uniwersytecie Wrocławskim. Jej zainteresowania badawcze to architektura i urbanistyka XIX i XX wieku, głównie historyzmu i powojennego modernizmu ze szczególnych uwzględnieniem Wrocławia i Śląska, a także ich ochrona i rewitalizacja. Zajmują ją też zagadnienia „architektury politycznej” i rozwoju miast w Europie Środkowej. W swoich transdyscyplinarnych pracach ukazuje dzieje architektury na szerokim tle historycznym, politycznym i społecznym.
Członkini licznych towarzystw naukowych, polskich i zagranicznych, m.in. Stowarzyszenia Historyków Sztuki we Wrocławiu, Komitetu Nauk o Sztuce w Polskiej Akademii Nauk, ICOMOS oraz Gesellschaft für Stadtgeschichte und Urbanisierungsforschung i Deutscher Werkbund Bayern.

## Życiorys
Córka Janiny Wieczerskiej, publicystki i pisarki pochodzącej z rodziny o mieszczańskich tradycjach z Koźmina Wielkopolskiego, oraz prof. Stefana Zabłockiego, założyciela Zakładu Filologii Klasycznej na Uniwersytecie Gdańskim.
W latach 1976–1982 studiowała na Wydziale Architektury Politechniki Wrocławskiej, ukończywszy specjalizację konserwacji zabytków, oraz na historii sztuki na Uniwersytecie Wrocławskim. Po zakończeniu studiów zaczęła pracę w Biurze Studiów i Dokumentacji Zabytków we Wrocławiu.
Od 1987 była członkinią zespołu badawczego w Instytucie Historii Architektury, Sztuki i Techniki Politechniki Wrocławskiej, zaś w 1991 przeniosła się do Instytutu Historii Sztuki Uniwersytetu Wrocławskiego. Uzyskała stopień doktora nauk technicznych w 1992 r., na podstawie rozprawy „Alexis Langer (1824-1904) i jego neogotycka architektura sakralna”.
Zapoczątkowała szerokie badania na temat architektury modernizmu powojennego Wrocławia. W 2005 zainicjowała Listę Dóbr Kultury Współczesnej dla Wrocławia na której znalazły się wartościowe obiekty z okresu po 1945 roku, m.in. Dom Naukowca, Mezonetowiec i „Manhattan” proj. Jadwigi Grabowskiej-Hawrylak, Trzonolinowiec proj. Andrzeja Skorupy i Jacka Burzyńskiego, czy ZETO i Dolmed proj. Anny i Jerzego Tarnawskich. Konsekwentnie zabiera głos w dyskusji publicznej, podkreślając konieczność ochrony powojennego dziedzictwa Wrocławia, m.in. występowała w sprawie rewitalizacji zabudowy przy pl. Nowy Targ. Wsparła również wpis stadionu w Słubicach do rejestru zabytków. Wraz ze środowiskiem architektonicznym Wrocławia broniła budynku audytorium Wydziału Chemii Uniwersytetu Wrocławskiego proj. Krystyny i Mariana Barskich, który został następnie wpisany do rejestru zabytków w 2012 roku, stając się najmłodszym zabytkiem miasta. Współpracowała również z Miejskim Konserwatorem Zabytków Wrocławia przy rewaloryzacji Dzielnicy Czterech Świątyń.
Od 2017 roku kieruje Pracownią Badań nad Urbanistyką i Architekturą Nowoczesną, w której kontynuowana jest koncepcja badań Śląska zainicjowana przez prof. dr hab. Zofię Ostrowską-Kębłowską. 21 listopada 2022 roku otrzymała tytuł profesora nauk humanistycznych.

## Wybrane publikacje
- Sztuka, wiara, uczucie. Alexis Langer – śląski architekt neogotyku. Wydawnictwo Uniwersytetu Wrocławskiego, Wrocław 1996, ISBN 8322913966
- Zrozumieć miasto. Centrum Wrocławia na drodze ku nowoczesnemu city 1807–1858. Wydawnictwo Via Nova, Wrocław 2006[22],
- Trwałość? Użyteczność? Piękno? Architektura dwudziestego wieku w Polsce, Wydawnictwo Via Nova, Wrocław 2011[23],
- Architektura w mieście, architektura dla miasta, t. 2: Przestrzeń publiczna w miastach ziem polskich w „długim” XIX wieku, Warszawa 2019 (wspólnie z Aleksandrem Łupienko)[24].